# 河野美術館本源氏物語
河野美術館本源氏物語（こうのびじゅつかんぼんげんじものがたり）とは源氏物語の写本のこと。現在は帝国判例法規出版社（現テイハン）代表であった河野信一のコレクションを収蔵している愛媛県今治市にある今治市河野美術館（旧河野信一記念文化館）の所蔵であることからこのように呼ばれる。

## 概要
以下の写本が存在しており、いずれも鎌倉時代の書写であると見られる。
- 伝冷泉為相筆初音巻 青表紙本
- 伝尊朝親王筆篝火巻 青表紙本
- 伝飛鳥井雅親筆葵巻 青表紙本
- 伝二条為明筆朝顔巻 青表紙本
- 伝冷泉為相筆玉鬘巻 河内本

## 複製本
いずれも伊井春樹による解説が付されている。
- 愛媛大学古典叢刊刊行会「愛媛大学古典叢刊 23 源氏物語 伝冷泉為相也筆鎌倉期古写本 上」青葉図書、1975年（昭和50年）。
- 愛媛大学古典叢刊刊行会「愛媛大学古典叢刊 24 源氏物語 伝冷泉為相也筆鎌倉期古写本 下」青葉図書、1975年（昭和50年）。

## 校本への採用
- 1970年（昭和45年）から1976年（昭和51年）にかけて刊行された阿部秋生他編『日本古典文学全集 源氏物語』（小学館）および1994年（平成6年）から1998年（平成10年）にかけて刊行された阿部秋生他編『新編 日本古典文学全集 源氏物語』（小学館）には写本記号「信」写本名「河野信一記念文化館所蔵本二帖」として葵と初音が採用されている。
- 2001年（平成13年）2月15日刊行の『河内本源氏物語校異集成』には、玉鬘巻が写本記号「冷」、写本名「伝冷泉為相筆本　河野信一記念文化館蔵」として採用されている。
- 2008年（平成20年）5月刊行の『源氏物語別本集成 続』第5巻には、朝顔巻が写本記号「河」、写本名「河野美術館本（今治市河野美術館蔵）」として採用されている。